# Concord Music Group
Concord Music Group est une société musicale indépendante américaine, anciennement basée à Beverly Hills, en Californie, distribuée dans le monde entier (y compris aux États-Unis) par Universal Music Group,. La société était spécialisée dans les enregistrements et l'édition musicale. Le 1er avril 2015, Concord Music Group fusionne avec Bicycle Music Company pour devenir Concord Bicycle Music.

## Histoire
En 2004, Concord Records acquert Fantasy, Inc. propriétaire des catalogues Prestige, Fantasy, Milestone, Riverside, Specialty, et Stax post-Atlantic. Concord fusionne ensuite avec Fantasy pour former le groupe indépendant Concord Music Group (CMG). Toujours en 2004, CMG s'associe à Starbucks pour sortir l'album Genius Loves Company de Ray Charles, qui remporte huit Grammy Awards, dont celui de l'album de l'année. En 2005, CMG achète Telarc. Le 18 décembre 2006, CMG annonce la relance du label de soul Stax ; les droits sur le nom étaient auparavant détenus par Fantasy. Parmi les nouveaux chanteurs figurent Isaac Hayes et Angie Stone. Le 12 mars 2007, Concord Music Group et Starbucks fondent conjointement le label Hear Music. L'album Memory Almost Full de Paul McCartney sort en juin 2007. Hear Music publie ensuite des albums de Joni Mitchell, James Taylor, Alanis Morissette, Carly Simon et John Mellencamp. En 2008, Village Roadshow Pictures Group (VRPG) et CMG achèvent leur fusion, donnant naissance à un nouveau groupe de divertissement diversifié, Village Roadshow Entertainment Group. En avril 2010, Paul McCartney transfère les droits de distribution de sa production post-Beatles d'EMI à Concord.
CMG achète Rounder Records en 2010. En 2012, Concord Music Group désigne quatre unités d'exploitation distinctes : Fantasy Label Group (Hear Music, Stax, Fantasy), Rounder Label Group, Concord-Telarc Label Group (Concord Jazz/Heads-Up/Telarc) et Prestige Group. Esperanza Spalding reçoit le Grammy du meilleur nouvel artiste en 2011, une première pour Concord Records. Les artistes de CMG remportent 8 Grammy Awards lors de la cérémonie de remise des prix de 2013, le plus grand nombre de tous les groupes de labels.
Le 25 mars 2013, Wood Creek Capital Management (aujourd'hui Barings LLC, une filiale de MassMutual Financial Group) achète Concord Music Group à Village Roadshow Entertainment Group. Le 31 octobre 2013, l'éditeur musical The Bicycle Music Company acquiert le catalogue de Wind-up Records, comprenant les bandes originales de 1 600 chansons, dont des albums de Creed, Evanescence, Seether et Alter Bridge. The Bicycle Music Company conclut ensuite un accord de service avec sa société sœur Concord Music Group pour commercialiser le catalogue Wind-up Records et d'autres catalogues auprès des détaillants et des consommateurs. Le 1er juillet 2014, Loma Vista Recordings, label de Tom Whalley (qui produit notamment Little Dragon, Marilyn Manson, et la bande originale de Django Unchained, nommée aux Grammy), conclut un nouveau partenariat stratégique pluriannuel et mondial avec Concord Music Group. Selon les termes de l'accord, CMG fournit un financement pour les relations avec les nouveaux talents et le développement des groupes et artistes, ainsi que des services complets de label pour Loma Vista. Le 8 juillet 2014, Concord Music Group annonce l'acquisition du catalogue de Vee-Jay Records, comprenant plus de 5 000 enregistrements originaux de Little Richard, John Lee Hooker, Betty Everett, Jimmy Reed, Jerry Butler, The Staple Singers, Gene Chandler et les Dells, parmi beaucoup d'autres.
Le 1er avril 2015, Concord Music Group fusionne avec Bicycle Music Company, un éditeur musical indépendant de premier plan, un label discographique et un gestionnaire de droits, pour former la société d'édition et de musique enregistrée entièrement intégrée Concord Bicycle Music. Concord Music et Bicycle Music fonctionnaient comme des divisions individuelles au sein de Concord Bicycle Music (CBM), Concord Music Group étant principalement responsable des activités de musique enregistrée et Bicycle supervisant l'édition et la gestion des droits. CBM annonce ensuite immédiatement qu'elle avait acquis Vanguard Records et Sugar Hill Records auprès du Welk Music Group.